# Rewa River (Fidschi)
Der Rewa River ist mit 145 Kilometern der längste und bedeutendste Fluss der Fidschi-Inseln. Er befindet sich auf Viti Levu und sein Einzugsgebiet umfasst ungefähr ein Drittel der Insel. Er entspringt auf den Hängen des Tomanivi-Berges und fließt von dort in südöstlicher Richtung zur Küste. Nachdem er die Ortschaft Nausori passiert hat, mündet er östlich von Suva mit einem Delta in den Pazifik (Laucala Bay). Der Fluss ist für kleine Boote auf einer Länge von 80 km von der Mündung aus schiffbar.
Die Böden des Flusstals sind sehr fruchtbar und werden insbesondere zum Anbau von Reis und Gemüse genutzt. Weiterhin wird Milchwirtschaft betrieben und in der Vergangenheit auch Zuckerrohranbau. In Nausori wurde 1881 die erste große Zuckerfabrik des Landes gebaut, die bis 1959 in Betrieb war. Der Zuckerrohranbau verlagerte sich in den klimatisch günstigeren Westteil der Insel und wurde durch den heutigen Reisanbau ersetzt.
In Nausori existiert eine vierspurige Brücke über den Rewa, die mit Unterstützung der EU gebaut wurde, um eine ältere 1937 erbaute einspurige Brücke zu ersetzen.